# Strawberry 〜甘く切ない涙〜/Kissing a dream
「Strawberry 〜甘く切ない涙〜/Kissing a dream」（ストロベリー あまくせつないなみだ/キッシング ア ドリーム）は、今井麻美の2枚目のシングル。2009年10月21日に5pb.Recordsから発売された。

## 概要
両A面としてリリースされ、「Strawberry 〜甘く切ない涙〜」はテレビアニメ『にゃんこい!』エンディングテーマ、「Kissing a dream」はPSP用ソフト『大正野球娘。〜乙女達乃青春日記〜』オープニング主題歌になっている。初回生産50枚分には、今井麻美の直筆サインが添えられている。
PVを収録した限定盤のDVDには、「Strawberry 〜甘く切ない涙〜」のミュージッククリップが収録されている。ちなみにその中で今井は実際に猫と接している。　　　

### キャッチコピー
覚えてますか？、初めての恋…

## 収録曲
（全編曲：南利一） 
1. Strawberry 〜甘く切ない涙〜 [3:36] 
作詞：沢村竣、作曲：南利一
2. Kissing a dream [4:40] 
作詞：金山香、作曲：濱田智之
3. Strawberry 〜甘く切ない涙〜（off vocal）
4. Kissing a dream（off vocal）

DVD（初回限定盤のみ）
Strawberry 〜甘く切ない涙〜 Promotion Video
Strawberry 〜甘く切ない涙〜 Promotion Video  - making

## 収録アルバム
| 曲名                        | アルバム               | 発売日         | 備考                  |
| --------------------------- | ---------------------- | -------------- | --------------------- |
| Strawberry 〜甘く切ない涙〜 | 『COLOR SANCTUARY』    | 2010年11月23日 | 1stオリジナルアルバム |
| Kissing a dream             | 『Aroma of happiness』 | 2011年11月30日 | 2ndオリジナルアルバム |